# Yongjinglong
Yongjinglong es un género extinto de dinosaurio saurópodo titanosaurio herbívoro cuyos fósiles se encontraron en rocas del Cretácico Inferior en la Cuenca Lanzhou-Minhe de la provincia de Gansu, en China. Solo abarca a una especie, Yongjinglong datangi.

## Descubrimiento

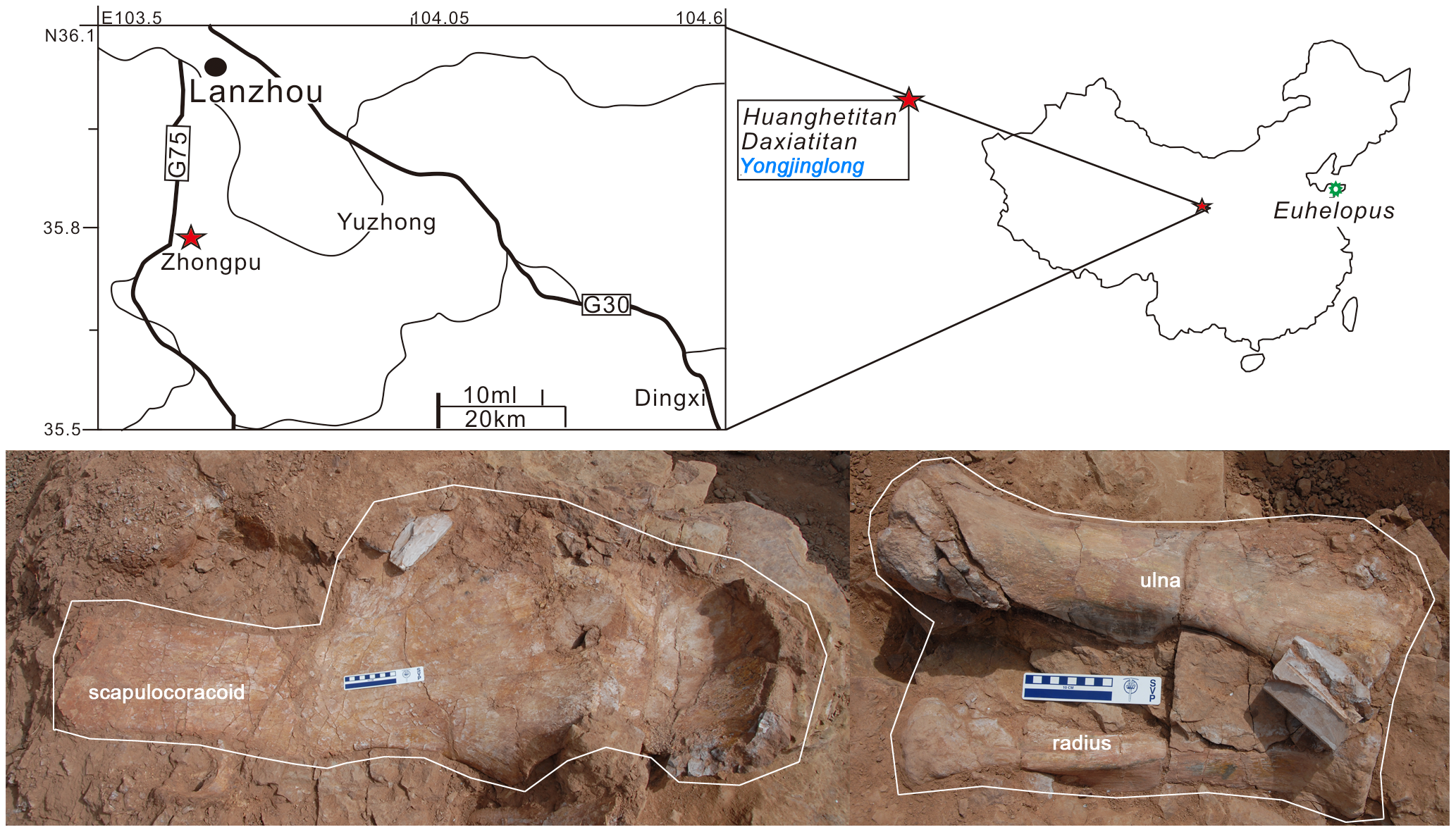
Mapa de la cantera y los fósiles in situ.

Yongjinglong fue descrito y nombrado originalmente por Li-Guo Li, Da-Qing Li, Hai-Lu You y Peter Dodson en 2014 y la especie tipo es Yongjinglong datangi. El nombre del género se deriva del nombre histórico de la zona de Yongjing, cerca de la cual se halló el holotipo de Yongjinglong así como numerosas huellas fósiles de dinosaurios, y del término long, que significa "dragón" en idioma chino. El nombre de la especie, datangi, honra a la dinastía Tang y también al sr. Zhi-Lu Tang del IVPP, por sus contribuciones al estudio de los dinosaurios.
Yongjinglong se conoce únicamente del espécimen holotipo GSGM ZH(08)-04, un esqueleto postcraneal y tres dientes, alojados en el Museo Geológico de Gansu en la provincia homónima. Los restos postcraneales incluyen una costilla fragmentaria dorsal, el escapulocoracoides izquierdo, la ulna y el radio derechos, así como ocho vértebras presacrales incluyendo una vértebra cervical, cuatro vértebras dorsales, y tres vértebras dorsales medias articuladas. Estos restos representan a un individuo subadulto. GSGM ZH(08)-04 fue descubierto en 2008 por Li Daqing y You Hailu al lado de la Autopista G75, a menos de un kilómetro de las canteras de los saurópodos Daxiatitan y Huanghetitan liujiaxiaensis, cerca de Zhongpu. Fue recolectado en la zona superior del Grupo Hekou, en la parte sureste de la Cuenca Lanzhou-Minhe de la provincia de Gansu.

## Descripción

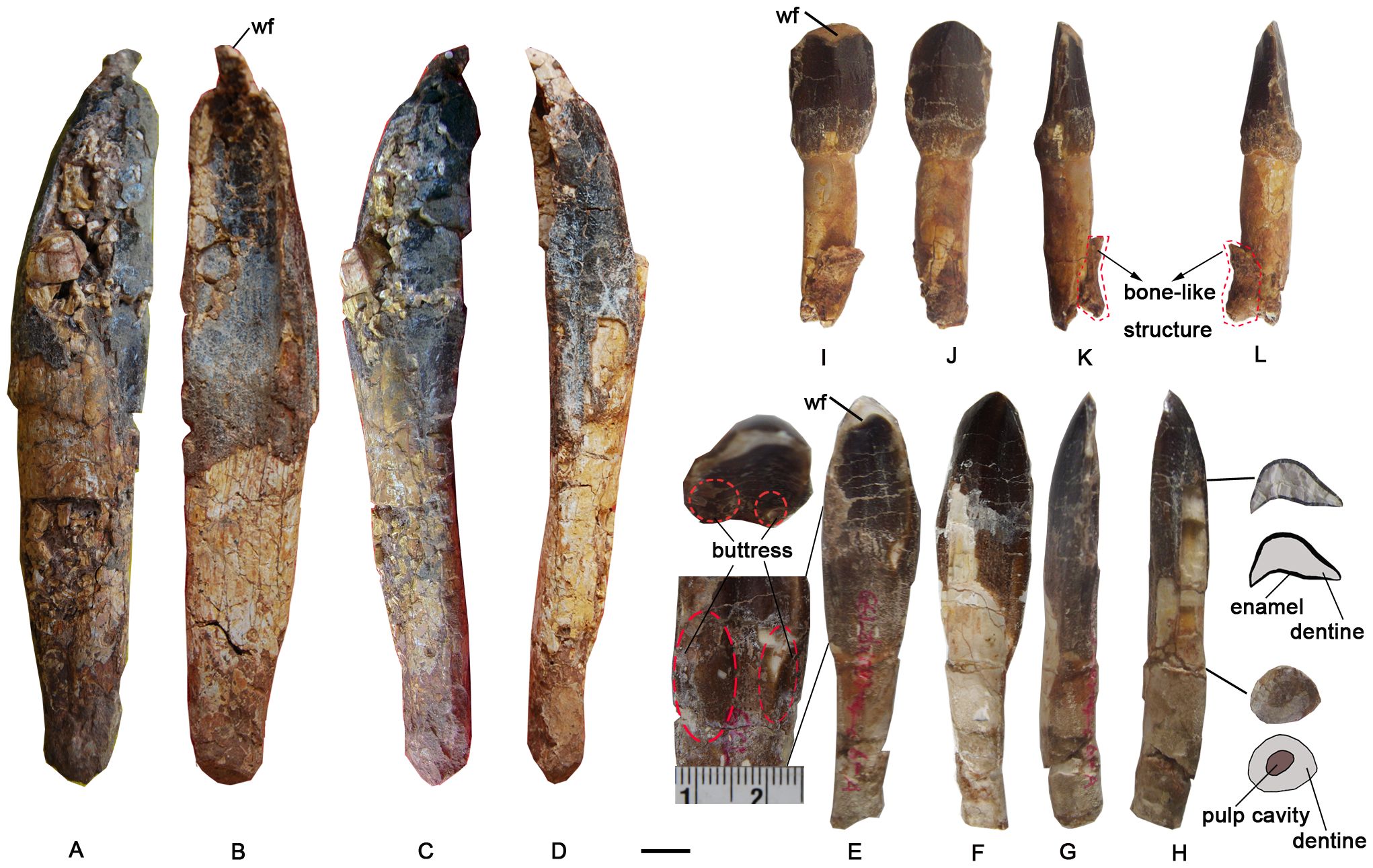
Dientes del holotipo

Yongjinglong era un saurópodo de tamaño mediano. Los descriptores establecieron algunos rasgos diagnósticos. Los dientes premaxilares son largos y en forma de cuchara. Las vértebras del cuello y las dorsales anteriores poseen pleurocelos grandes y profundos (depresiones neumatizadas) que cubren los lados enteros de los centros de las vértebras. Los bordes en los lados de las vértebras dorsales medias forman un patrón que se asemeja a las letras "XI", con la "X" en el frente. La espina de al menos una vértebra dorsal media es baja y sin bifurcar formando con las postzigapófisis una placa ósea triangular, dirigida hacia arriba. El omóplato es extremadamente largo y en vista lateral, es sumamente recto en los bordes frontal y posterior.

## Filogenia
Yongjinglong fue situado en el grupo Titanosauria. Un análisis cladístico mostró que era miembro de los Somphospondyli y la especie hermana de Opisthocoelicaudia del Cretácico Superior.